# DR E 11 sorozat
A DB 109 sorozat (korábban DR E 11 sorozat, majd DR 211 sorozat) egy keletnémet fejlesztésű Bo’Bo’ tengelyelrendezésű gyorsvonati villamosmozdony-sorozat volt a Deutsche Reichsbahn gyorsvonataihoz. Összesen 96 db-ot gyártottak belőle.  A Deutsche Bahn 1990-ben vonta ki a forgalomból az utolsó példányokat. Néhány darab magánvasutakhoz kerülve ma is üzemben van. Beceneve Holzroller.

## Története
A Deutsche Reichsbahn (DR) a Lokomotivbau Elektrotechnische Werke "Hans Beimler" Hennigsdorf által kifejlesztett mozdonyokat az 1961-ben szállított két prototípus (E 11 001 és 002) 1962-től nagy számban történő tesztelése után szerezte be, miután a DB E 10 sorozat és DB E 40 sorozat mozdonyainak eredetileg tervezett licencépítése nem valósult meg. Figyelemre méltó, hogy az E 11 sorozat eredeti elnevezését a DR úgy választotta meg, hogy ne legyen átfedés a DB E 10 sorozatával.
A két prototípust, az E 11 001-et és az E 11 002-t 1961 januárjában szállították le a Reichsbahnnak. Az első sorozatot 1962 májusában rendelték meg. Az E 11 003-042-es mozdonyokat 1963 folyamán szállították le. Mivel az újabb villamos mozdony fejlesztése leállt, egy második sorozatot rendeltek meg, amelyet 1970 és 1977 között szállítottak le. 95 példányt építettek ezekből a Bo'Bo' tengelyelrendezésű  gépekből személy- és teherszállításra, az E 11 096-os 1977 januárjában készült el. A járműveket a DR újonnan villamosított vonalain gyorsvonati szolgálatban használták. Első hazai telephelyeik Lipcse, Halle, Weißenfels és Erfurt, valamint rövid ideig Bitterfeld és Zwickau voltak. Az építési időszak alatt számos tervmódosítás történt, amelyek közül néhány jelentősen megváltoztatta a megjelenést. Az E 11 001 és 002 típusok megkülönböztető jegye az oldalanként négy dupla vízszintes ventilátorrács volt, az E 11 003-tól kezdve a ventilátorrácsok függőlegesen helyezkedtek el. A 211 043-tól kezdve a hosszú szállítási szünet miatt, amely alatt csak az E 42 / 242 sorozatú gépek készültek, a külső alapvetően megváltozott. A főkeret és az ütköződeszkák alatti szegélyek hullámzása elmaradt, az oldalanként négy dupla ventilátorrács helyett hat szimpla volt. A 211 057-től kezdődően a mozdonyokat felkészítették az automatikus középső puffercsatlakozók felszerelésére, előre megpatkolt pufferdeszkákkal és egységvonat-dobozokkal, ami némileg megnövelte a pufferek hosszát. Kezdetben a mozdonyokat a DR klasszikus, minden mozdonyra kiterjedő fényezésében festették, sötétzöld karosszériával, fekete főkerettel és piros forgóvázakkal. 1970-es évek elején néhány festési kísérlet után a borvörös fényezést vezették be, kontrasztos keret nélkül, de elefántcsont színű díszítőfestéssel és szürke forgóvázakkal. Valamennyi változás nagyjából egy időben érintette a DR 242 sorozat mozdonyait is.
A 82,5 tonnás 211-esek 120 km/h végsebességükkel és 600 tonna vontatási kapacitásukkal (síkban) teljes mértékben megfeleltek az NDK vasúti közlekedés követelményeinek.
De azt is megtehették, hogy:
- 565 tonnás gyorsvonatot több mint 5 ezreléken 120 km/h sebességgel,
- 590 tonnás gyorsvonatot több mint 10 ezreléken 100 km/h sebességgel és
- 1700 tonnás tehervonatot sík pályán 80 km/h sebességgel vontassanak.

Az E 11 személyvonat- és teherforgalomra szánt testvértípusa a DR E 42 sorozat volt, más vontatómotor-áttétellel, csak 100 km/h sebességre, nagyobb vonóerővel és ehhez igazított fékrendszerrel.
1985-1986-ban a 242 180, 188, 194 és 196 pályaszámú mozdonyokat 211 sorozattá alakították át, de később átépítették.
A Rübelandbahn számára épített hattengelyes E 251 sorozatú mozdonyok külsőleg hasonlítanak az E 11-es és az E 42-es mozdonyokra, de műszakilag jelentősen különböznek: hosszabb a felépítmény, háromtengelyesek a forgóvázak laprugós keréktárcsákkal, Co'Co' tengelyelrendezés és a 25 kV-os, 50 Hz-es áramrendszer a 15 kV helyett 16 2⁄3 Hz helyett.